# Dietrich von Saucken
Dietrich von Saucken (Fischhausen, Prússia, 16 de maio de 1892 — Pullach, Alemanha Ocidental, 27 de setembro de 1980) foi um militar alemão, veterano da Segunda Guerra Mundial.

## História
Dietrich von Saucken era um cadete em 1910, e Leutnant num Regimento Grenadier dois anos mais tarde. Ele continuou a sua carreira na Reichswehr até a Wehrmacht. Promovido à Oberst em 1 de Junho de 1936, foi o comandante do Regimento de Cavalaria 2 (Reiter-Regiment) quando iniciou-se a Segunda Guerra Mundial.
Foi promovido à Generalmajor em 1 de Janeiro de 1942, Generalleutnant em 1 de Abril de 1943 e General der Panzertruppe no dia 1 de Agosto de 1944. Durante este período, comandou várias tropas Panzer: 4. Schtz.Brig. (16 de Novembro de 1940), 4ª Divisão Panzer (27 de Dezembro de 1941), a Escola de Tropas Móveis (24 de Agosto de 1942), e novamente a 4ª Divisão Panzer (31 de Maio de 1943).
Mais tarde ele esteve no comando do III Corpo Panzer (10 de Maio de 1944 à 29 Junho 1944), XXXIX Corpo Panzer (Junho de 1944) e o Corpo Panzer Großdeutschland (Dezembro de 1944). Em Março de 1945, esteve no comando do 2º Exército.
Foi feito prisioneiro dos Soviéticos e sentenciado a 2 anos de trabalho forçado. Sendo finalmente libertado em Outubro de 1955. Faleceu em Munique em 27 de Setembro de 1980.

## Condecorações
Foi condecorado com a Cruz de Cavaleiro da Cruz de Ferro (6 de Janeiro de 1941),. com Folhas de Carvalho (22 de Agosto de 1943, n°281), Espadas (31 de Janeiro de 1944, n°46) e Diamantes (8 de Maio 1945, n°27).